# Žilina (distrito)
O Distrito de Žilina (eslovaco: Okres Žilina) é uma unidade administrativa da Eslováquia Setentrional, situado na Žilina (região), com 156.361 habitantes (em 2001) e uma superfície de 815 km². Sua capital é a cidade de Žilina, que também é a capital da região.

## Demografia
| Ano:        | 1994    | 2004    | 2014    | 2024    |
| ----------- | ------- | ------- | ------- | ------- |
| Broj ljudi: | 154 965 | 156 869 | 155 989 | 160 360 |
| Razlika:    |         | +1,22%  | -0,56%  | +2,80%  |

| Ano:               | 2023    | 2024    |
| ------------------ | ------- | ------- |
| Número de pessoas: | 160 538 | 160 360 |
| Diferença:         |         | -0,11%  |

## Cidades
- Rajec
- Rajecké Teplice
- Žilina (capital)

## Municípios
- Belá
- Bitarová
- Brezany
- Čičmany
- Divina (Eslováquia)
- Divinka
- Dlhé Pole
- Dolná Tižina
- Dolný Hričov
- Ďurčiná
- Fačkov
- Gbeľany
- Horný Hričov
- Hôrky
- Hričovské Podhradie
- Jasenové
- Kamenná Poruba
- Kľače
- Konská
- Kotrčiná Lúčka
- Krasňany
- Kunerad
- Lietava
- Lietavská Lúčka
- Lietavská Svinná-Babkov
- Lutiše
- Lysica
- Malá Čierna
- Mojš
- Nededza
- Nezbudská Lúčka
- Ovčiarsko
- Paština Závada
- Podhorie
- Porúbka
- Rajecká Lesná
- Rosina
- Stránske
- Stráňavy
- Stráža
- Strečno
- Svederník
- Šuja
- Teplička nad Váhom
- Terchová
- Turie
- Varín
- Veľká Čierna
- Višňové
- Zbyňov